# Phyle transglauca
Phyle transglauca là một loài bướm đêm trong họ Geometridae.